# Ealdwulf d'York
Pour les articles homonymes, voir Ealdwulf.
Ealdwulf ou Aldulf est un ecclésiastique anglo-saxon mort le 6 mai ou le 4 juin 1002.

## Biographie
D'après l'histoire de l'abbaye de Peterborough rédigé par le moine Hugh Candidus au XIIe siècle, Ealdwulf est à l'origine le chancelier du roi Edgar. Il entre dans les ordres pour expier la mort accidentelle de son fils et refonde l'abbaye de Peterborough sous l'autorité de l'évêque Æthelwold de Winchester pour s'y faire moine. Il en devient l'abbé après un certain temps.
Ealdwulf est élu évêque de Worcester en 992. Il est élu archevêque d'York quelques années plus tard, à Pâques 995, sans abandonner Worcester pour autant (les deux sièges sont couramment détenus par la même personne à cette époque, en dépit du droit canon). Le 15 avril 1002, il préside au transfert des reliques d'Oswald de Worcester, son prédécesseur. Il meurt quelques semaines plus tard, le 6 mai ou le 4 juin, et est également inhumé à Worcester.